# Praça do Marquês de Pombal (Lisboa)
A Praça do Marquês de Pombal, também conhecida por Rotunda do Marquês de Pombal, é uma importante praça da cidade de Lisboa, Portugal. Situa-se entre a Avenida da Liberdade e o Parque Eduardo VII. No centro ergue-se o monumento a Marquês de Pombal, inaugurado em 1934.
Sob a praça passa o Túnel do Marquês, extenso túnel rodoviário que liga o eixo da Avenida Fontes Pereira de Melo com a auto-estrada A5 e que se destina a servir os automobilistas dos concelhos a oeste de Lisboa.

## História
Outrora chamada de Rotunda, foi aqui que tiveram lugar os acontecimentos decisivos que levaram à Proclamação da República Portuguesa em 5 de outubro de 1910.

### Homenageado
A praça presta homenagem a Sebastião José de Carvalho e Melo, estadista, que conduziu o país para a era do iluminismo, tendo governado entre 1750-77. A sua imagem, está no alto da coluna, com a mão pousada num leão (símbolo de poder), com os olhos virados para a Baixa, o centro da cidade de Lisboa que Pombal reconstruiu depois do Terramoto de 1755.

### Monumento ao Marquês de Pombal
O concurso para o monumento (1915), foi ganho por uma equipa constituída pelos arquitetos Adães Bermudes e António do Couto (1874-1946) e escultor Francisco dos Santos (este último falecido 4 anos antes da inauguração). O monumento teve ainda a intervenção dos escultores Simões de Almeida (sobrinho), Leopoldo de Almeida e Eduardo Ribeiro Leitão.
Inaugurado a 13 de Maio de 1934, o Monumento ao Marquês de Pombal é constituído por um pedestal em pedra trabalhada, com 40 metros de altura, onde assenta a estátua, em bronze. Este pedestal ostenta, na parte superior, quatro medalhões onde figuram os principais colaboradores do Marquês de Pombal. A parte inferior da base encontra-se rodeada por diversas figuras alegóricas, "nomeadamente a figura feminina simbolizando «Lisboa reedificada» e três grupos escultóricos evocando as reformas levadas a cabo por Sebastião Carvalho e Melo. No cimo, a estátua do Marquês de Pombal, de corpo inteiro, assenta o braço sobre o dorso de um leão, que simboliza a força, a determinação e a própria realeza". A calçada em volta da rotunda está decorada com as armas de Lisboa.

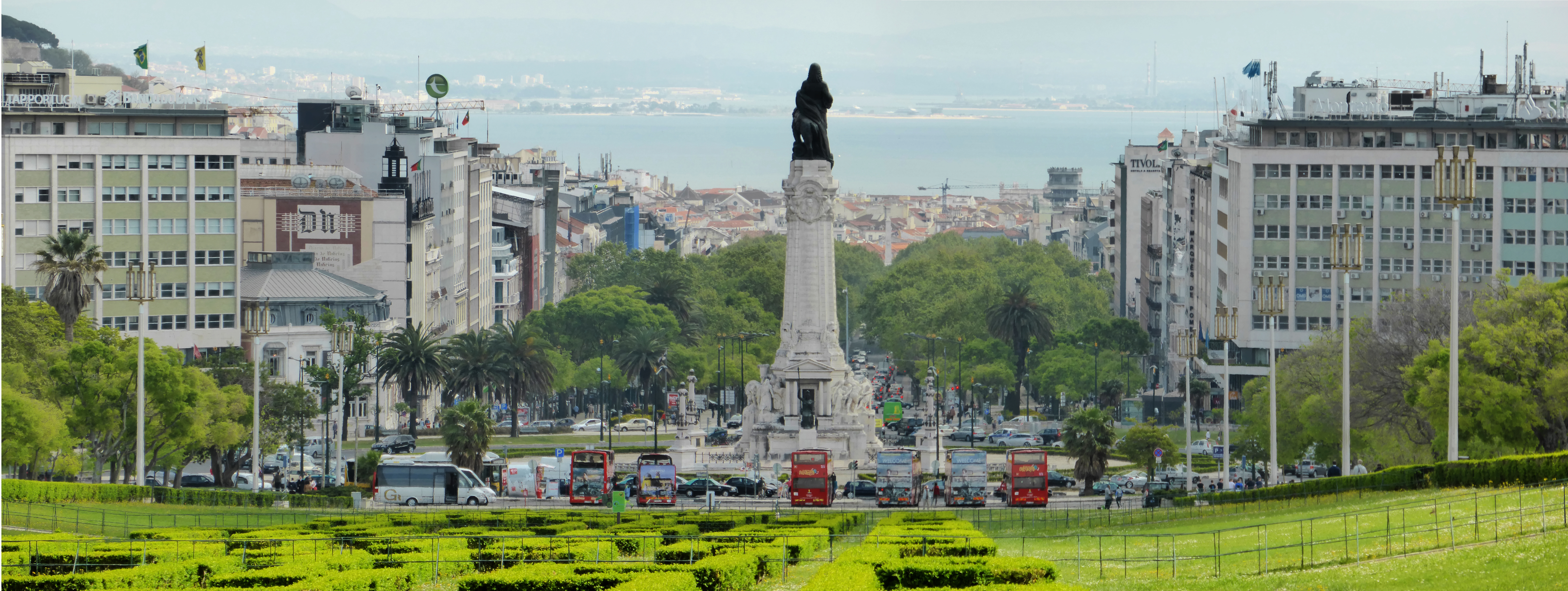
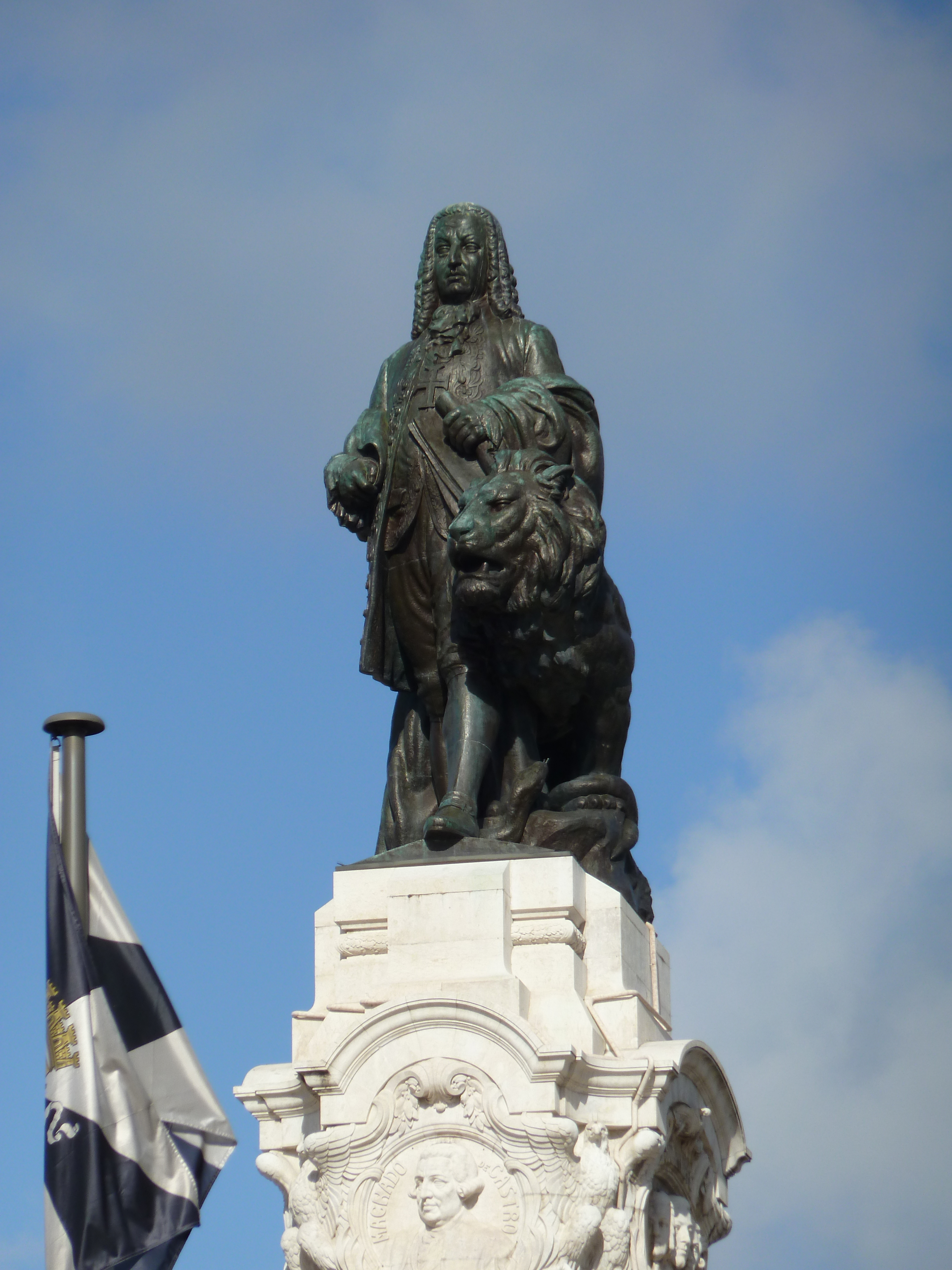
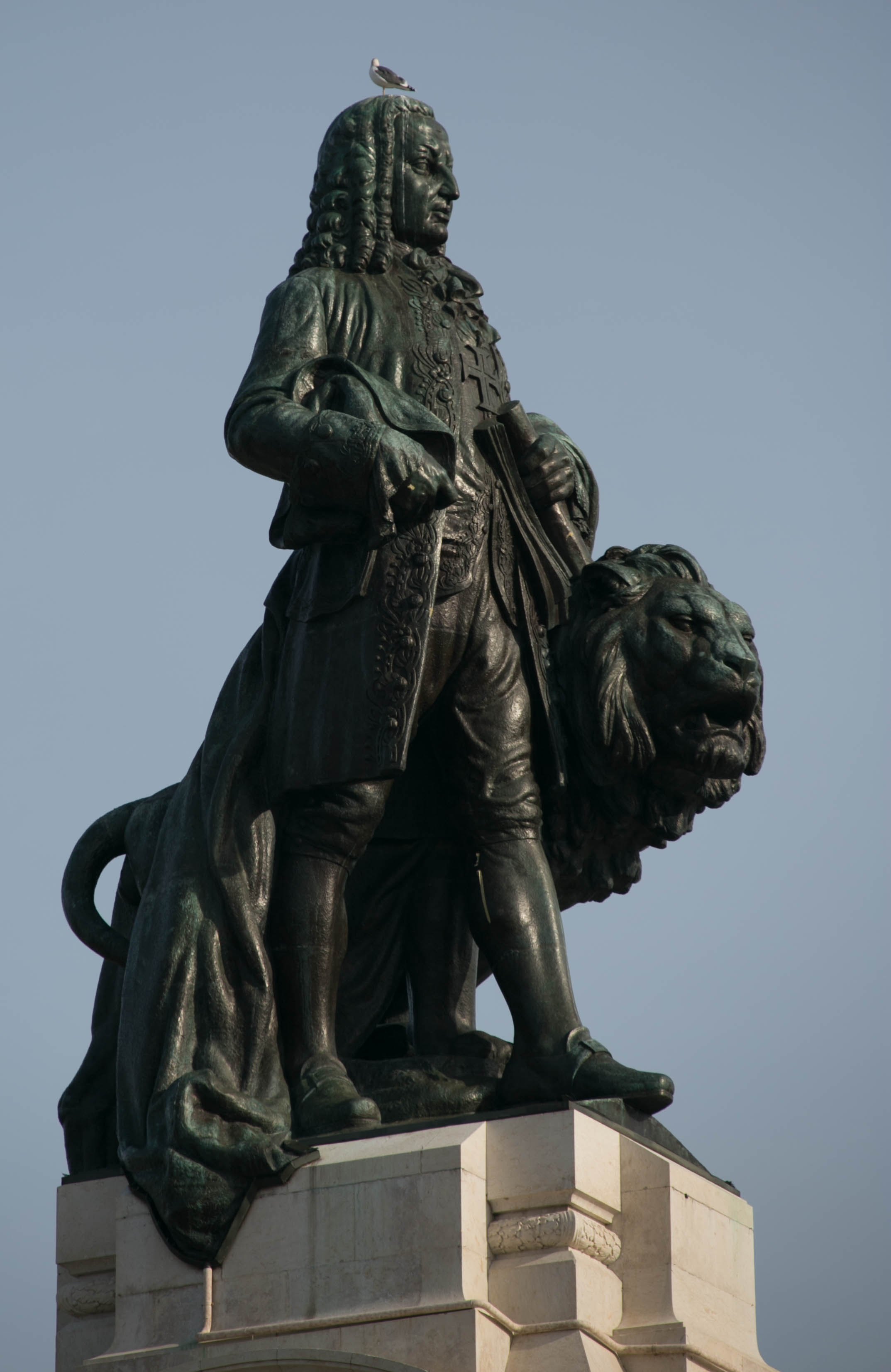

## Placa Intermodal
A praça é um importante nó da rede do metropolitano de Lisboa, com o cruzamento das linhas azul e amarela. Neste nó estabelece-se, ao longo de várias paragens situadas nas artérias afluentes à praça, uma importante placa intermodal dos vários transportes que servem a região de Lisboa, com os serviços regulares da Carris e da Carris Metropolitana. que permitem a ligação directa desta praça com a maior parte dos locais da cidade de Lisboa, assim como aos concelhos de Oeiras, Amadora, Sintra, Odivelas, Loures e Almada.

### Sistema de circulação automóvel
Desde Setembro de 2012 que a circulação nesta praça se faz, não apenas pela rotunda principal, mas sim também por uma rotunda secundária que, se destina aos automobilistas que pretendem entrar e sair das avenidas Duque de Loulé e, Alexandre Herculano. Isto ocorre porque estes arruamentos estão demasiadamente próximos a outros que confluem na mesma praça, facilitando e tornando mais seguro o acesso aos mesmos, pois a distância a percorrer é substancialmente menor. A rotunda secundária é concêntrica à principal e, foi criada a partir de zonas de paragem de autocarros que, foram unidas entre si, suprimindo ilhéus de passeio, substituindo-os por alcatrão.

### Carris
No Marquês de Pombal fazem terminal as seguintes carreiras da Carris:
| Carreira | Destino                          |
| -------- | -------------------------------- |
| 702      | Bairro da Serafina               |
| 746      | Santa Cruz-Damaia, via Sete Rios |
| 748      | Linda-a-Velha                    |

Marquês de Pombal é ponto de passagem das seguintes carreiras da Carris:
| Carreira | Percurso                             |
| -------- | ------------------------------------ |
| 207      | Cais do Sodré ⇄ Fetais               |
| 711      | Alto da Damaia ⇄ Sul e Sueste        |
| 712      | Alcântara Mar ⇄ Santa Apolónia       |
| 720      | Alto de Santo Amaro ⇄ Picheleira     |
| 723      | Algés ⇄ Desterro                     |
| 727      | Estação Roma-Areeiro ⇄ Restelo       |
| 732      | Caselas ⇄ Hospital Santa Maria       |
| 736      | Odivelas ⇄ Rossio                    |
| 738      | Alto de Santo Amaro ⇄ Estrada da Luz |
| 744      | Moscavide ⇄ Restauradores            |
| 753      | Centro Sul ⇄ Praça José Fontana      |
| 783      | Amoreiras ⇄ Prior Velho              |

A Rua Alexandre Herculano, com ligação à Praça do Marquês de Pombal é ponto de passagem das seguintes carreiras da Carris:
| Carreira | Percurso                        |
| -------- | ------------------------------- |
| 706      | Cais do Sodré ⇄ Santa Apolónia  |
| 709      | Campo de Ourique ⇄ Rossio       |
| 774      | Campo de Ourique ⇄ Gomes Freire |

### Carris Metropolitana
Além da Carris, a Carris Metropolitana também tem linhas que fazem terminal no Marquês de Pombal, pelas suas operadoras Viação Alvorada (1xxx) e Transportes Sul do Tejo (3xxx):
| Linha | Destino                            |
| ----- | ---------------------------------- |
| 1704  | Hospital Fernando Fonseca          |
| 1716  | Idanha, via Amadora                |
| 1723  | Carnaxide                          |
| 1724  | Linda-a-Velha                      |
| 1725  | Oeiras (Estação)                   |
| 1726  | Queijas                            |
| 1728  | Queijas, via Linda-a-Velha         |
| 1729  | Queluz de Baixo                    |
| 1730  | Queluz de Baixo, via Linda-a-Velha |
| 1733  | São Marcos, via Queijas            |
| 1740  | Rio de Mouro (Estação)             |
| 1741  | Queluz de Baixo, via Algés         |
| 3704  | Charneca da Caparica               |
| 3709  | Costa da Caparica                  |
| 3715  | Santa Marta do Pinhal              |

### Metropolitano
Esta placa intermodal conta com acesso ao Metropolitano de Lisboa desde 1959, desde o primeiro dia deste meio de transporte. No Marquês de Pombal há ligação com as seguintes linhas do Metropolitano de Lisboa:
| Linha         | Estação           | Percurso                   |
| ------------- | ----------------- | -------------------------- |
| Linha Azul    | Marquês de Pombal | Santa Apolónia ⇄ Reboleira |
| Linha Amarela | Marquês de Pombal | Rato ⇄ Odivelas            |